# ASE Group
Advanced Semiconductor Engineering, Inc. (kinesisk: 日月光半導體製造股份有限公司) eller ASE Group (kinesisk: 日月光集團) er en taiwansk mikrochip-fabrikant og testfremstillingsvirksomhed med hovedkvarter i Kaohsiung, Taiwan.
Virksomheden blev etableret i 1984 af Jason Chang og Richard Chang.